# Anthrax leucotelus
Anthrax leucotelus är en tvåvingeart som först beskrevs av Walker 1852.  Anthrax leucotelus ingår i släktet Anthrax och familjen svävflugor. Inga underarter finns listade i Catalogue of Life.